# Patricio Díaz
José Patricio Hernán Díaz Guevara (Quito, 14 de septiembre de 1954 - Ibidem, 19 de julio de 2023) fue un periodista deportivo, narrador y presentador de noticias deportivas ecuatoriano, laboraba en varios medios de comunicación del país como Teleamazonas, Gamavisión, Radio Canela y su último lugar de trabajo fue La Radio Redonda, donde laboraba desde inicios del 2017, hasta su fallecimiento.

## Biografía
Estudió en la Escuela Eloy Alfaro y luego en el Colegio Gonzaga. En su adolescencia tuvo dos pasiones deportivas: quizá la más conocida, el fútbol, pues cuando era niño, jugaba en los campeonatos barriales de La Tola, centro de Quito, como delantero. Su otra pasión era el baloncesto; incluso fue seleccionado de su colegio, donde destacó por su dotes.
Pese a su afición por los deportes estudió Economía en la Universidad Central del Ecuador. Sí ejerció su profesión pues trabajó como asistente administrativo en el Banco Central del Ecuador. Eso sí, su destino estaría en el periodismo deportivo. Mientras era estudiante ya hacía locución radial en estaciones con frecuencia AM.
Con el transcurrir del tiempo llegaría a ser apodado como El Tenor del fútbol debido a su particularidad de relatar un partido.

## Incursión en el periodismo
Incursionó en el periodismo deportivo por el año 1973, cuando era estudiante universitario, por su voz fue llamado por varios medios de comunicación del país, con el pasar de los años, su primer lugar de trabajo fue Teleamazonas, donde estuvo durante casi 2 décadas, hasta cuando a finales del 2004, fue contratado por Gamavisión, cuando hizo dupla con el presentador Roberto Bonafont, hasta 2017 cuando fue contratado por Radio Redonda.
Durante su estancia en Teleamazonas, narró el momento que marcó un antes y un después en el deporte ecuatoriano, cuando el exmarchista olímpico Jefferson Pérez, ganó la medalla de oro en los Juegos Olímpicos de Atlanta 1996.

## Fallecimiento
Falleció repentinamente, sin que se conocieran las causas de su deceso, en la madrugada del 19 de julio del 2023. Muchos medios de comunicación del país, especialmente en los lugares donde trabajó y también del acervo político, le rindieron un homenaje, honrando su carrera periodística que abarcó cerca de 50 años.